# Phaeogenes nitidulator
Phaeogenes nitidulator är en stekelart som beskrevs av Aubert 1974. Phaeogenes nitidulator ingår i släktet Phaeogenes och familjen brokparasitsteklar. Inga underarter finns listade i Catalogue of Life.